# Sophie Watillon
Sophie Watillon est une gambiste belge spécialisée dans le répertoire baroque, née le 7 décembre 1965 à Namur (Belgique) et décédée dans sa ville natale le 31 août 2005, à l'âge de 39 ans.

## Biographie
Dès l'âge de 16 ans, Sophie Watillon étudie avec Philippe Pierlot à Maastricht, puis avec Wieland Kuijken à Bruxelles et avec Paolo Pandolfo à la Schola Cantorum de Bâle.
Au début de sa carrière, elle collabore régulièrement avec l'ensemble wallon Ricercar Consort, sous la direction artistique du musicologue liégeois Jérôme Lejeune.
Plus tard, elle collaborera aux enregistrements de l'ensemble Le Poème Harmonique de Vincent Dumestre et de l'ensemble Stylus Phantasticus fondé par la gambiste allemande Friederike Heumann.
Elle meurt le 31 août 2005, après avoir lutté contre un cancer pendant de longs mois.

## Discographie sélective

### Avec le Ricercar Consort
- 1988 : Deutsche Barock Kantaten (III) (Schein, Tunder, Buxtehude)
- 1989 : Deutsche Barock Kantaten (V) (Hammerschmidt, Selle, Schein, Schütz, Tunder, Weckmann, Lübeck)
- 1989 : Motets à deux voix d'Henry Du Mont
- 1992 : Die Familie Bach (avec le Collegium Vocale et la Capella Sancti Michaelis)
- 1995 : Matthäus Passion (1672) de Johann Sebastiani ("Deutsche Barock Kantaten XI")

### Avec Il Seminario Musicale
- 1995 : Leçons de Ténèbres, Office du Mercredi Saint de Marc-Antoine Charpentier

### Avec le Poème Harmonique
- 1998 : Le Musiche di Bellerofonte Castaldi (cd Alpha 001)
- 1999 : Il nuovo stile de Domenico Belli
- 1999 : L'Humaine Comédie d'Étienne Moulinié
- 2002 : Le Consert des Consorts de Pierre Guédron
- 2001 : Il Fasolo ? (cd Alpha 011)

### Avec l'ensemble Stylus Phantasticus
- 2001 : Zeichen im Himmel de Philipp Heinrich Erlebach
- 2003 : Ciaccona – Il mondo che gira de Dietrich Buxtehude (cd Alpha 047)

### Sous la direction de Sophie Watillon
- 1994 : L'art de la viola bastarda (Ortiz, Sandrin, Ruffo, de Rore, Dalla Casa, Rogniono, Bassani, Bonizzi, di Selma y Salaverde, Corelli)
- 2000 : Pièces de viole - Pièces de Théorbe de Nicolas Hotman
- 2002 : La Rêveuse et autres pièces de viole de Marin Marais (cd Alpha 036)
- 2004 : The Seasons, The Months & other divisions of Time - 1 de Christopher Simpson (cd Alpha 088)